# آسیاب فاریاب
آسیاب فاریاب مربوط به دوران‌های تاریخی پس از اسلام است و در شهرستان مهر، روستای فاریاب واقع شده و این اثر در تاریخ ۱۰ دی ۱۳۸۱ با شمارهٔ ثبت ۶۷۷۳ به‌عنوان یکی از آثار ملی ایران به ثبت رسیده است.